# Annie’s Arboretum

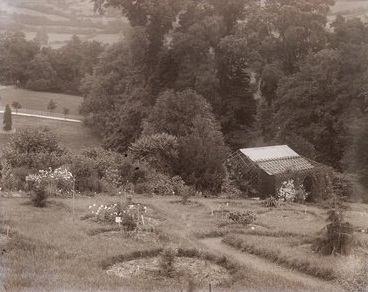
Annie’s Arboretum im Jahr 1910

Annie’s Arboretum war ein Arboretum in Batheaston in der Nähe der englischen Stadt Bath. Es lag beim Eagle House, einem Zufluchtsort für Suffragetten beziehungsweise Frauenrechtlerinnen, und wurde zwischen 1909 und 1912 von solchen angelegt. Es war nach Annie Kenney (1879–1953) benannt, einer bekannten Suffragette und Mitbegründerin der militanten Frauenrechtsorganisation Women’s Social and Political Union (WSPU). In den 1960er Jahren wurde es bis auf einen Baum zerstört, als eine Wohnsiedlung gebaut wurde.

## Entstehungsgeschichte

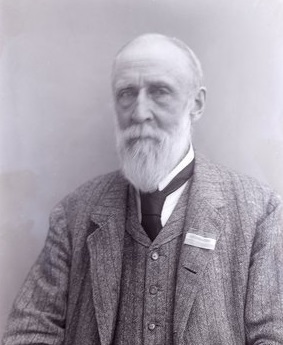
Col. Linley Blathwayt, Selbstporträt (1911)

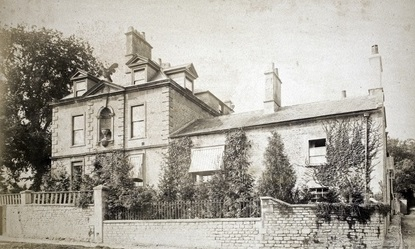
Eagle House, um 1890

In der kleinen Stadt Batheaston wenige Kilometer östlich von Bath diente ein Anwesen namens Eagle House nicht nur als regelmäßiger Treffpunkt der Frauen der WSPU, sondern entwickelte sich ab 1909 zu einem wichtigen Zufluchts- und Rückzugsort für die Suffragetten.
Eigentümer des Anwesens, zu dem ein größerer Grundbesitz gehörte, war Colonel Linley Blathwayt (1839–1919). Seine Ehefrau Emily Blathwayt (1852–1940) war eine führende Persönlichkeit der WSPU, der ihre gemeinsame Tochter Mary (1879–1961) ebenfalls angehörte. Die ganze Familie Blathwayt war fortschrittlich eingestellt und unterstützte den Kampf um das Wahlrecht für Frauen. Insbesondere für diejenigen Suffragetten, die gerade aus der Haft entlassen worden waren, ließ Linley Blathwayt auf dem Anwesen ein Sommerhaus errichten, wo sie sich von wochen- oder monatelangem Gefängnisaufenthalt, Hungerstreik und Zwangsernährung erholen konnten. Eagle House war deshalb auch unter den Namen Suffragette’s Rest oder Suffragette’s Retreat bekannt.
Linley Blathwayt stellte den Suffragetten außerdem ein Wiesengrundstück am Hang direkt beim Eagle House zur Verfügung, wo ein kleiner, mit Bäumen bestandener Park als Ort der Erholung und des Gedenkens an ihren mutigen Einsatz entstehen sollte. Als Namen für das neue Arboretum wählte Blathwayt nicht etwa den Namen seiner Tochter, sondern benannte es nach der Suffragette Annie Kenney, die mit der Familie gut befreundet war und im Haus der Blathwayts ein- und ausging.
Jede Suffragette, die als Gast ins Eagle House kam, wurde aufgefordert, in Annie’s Arboretum ein immergrünes Gehölz zu pflanzen. Am 23. April 1909 pflanzten Annie Kenney, Emmeline Pethick-Lawrence, Lady Constance Lytton und Clara Codd die ersten Bäume. Hier galt die Regel, dass den militanten Suffragetten, die im Gefängnis gewesen waren, die großen Nadelbaum-Arten vorbehalten waren, während die nichtmilitanten Frauen nur Stechpalmenbüsche pflanzten. Das neu gepflanzte Gehölz erhielt jeweils ein weißes Schild, auf dem die Gehölzart und der Name der Suffragette angegeben waren. Rings um die Gehölze wurden kreisrunde Beete mit blühenden Stauden angelegt. Die Frauen pflanzten ihre Bäume meist gemeinsam und posierten dann in festlicher Kleidung, mit ihren WSPU-Abzeichen und Ehrennadeln, Sonnenschirmen und einem Spaten in der Hand für die Fotos, mit denen Colonel Blathwayt jedes Ereignis für die Nachwelt dokumentierte.
Zwischen April 1909 und März 1912 wurden auf dem etwa zwei Acres (ca. 8094 m²) umfassenden Gelände von 68 Frauen, darunter führende Suffragetten wie Emmeline Pankhurst und Christabel Pankhurst, Charlotte Despard und Millicent Fawcett, ebenso viele immergrüne Bäume und Stechpalmen gepflanzt.

## Zerstörung und Nachwirkung

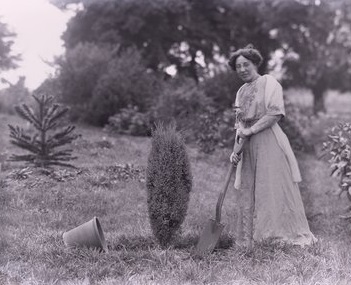
Helen Watts bei der Pflanzung ihres Wacholders, 17. März 1911

Helen Watts ist die einzige Suffragette, von der bekannt ist, dass sie später nochmals zu Annie’s Arboretum zurückkehrte. Sie besuchte 1962 im Alter von 81 Jahren das Anwesen, und anhand von Linley Blathwayts Fotos gelang es ihr, ihren Wacholder wiederzufinden. Sie sagte einer Zeitung, dass sie seit 50 Jahren einen Zweig ihres Baumes in ihrer Geldbörse aufbewahrt und ihn immer mit sich getragen habe.
Nach dem Tod von Mary Blathwayt im Juni 1961 wurde das gesamte Anwesen verkauft. Das unter Denkmalschutz stehende Eagle House wurde in mehrere Wohneinheiten unterteilt. Der kulturhistorische Wert des zugehörigen Grundbesitzes mit Annie’s Arboretum wurde damals nicht erkannt, und die zuständige Behörde erhob keinen Einspruch gegen die Rodung des Gehölzbestandes auf dem zwischenzeitlich verwilderten Gartengrundstück. Dort entstand in den späten 1960er Jahren eine neue Wohnsiedlung namens Eagle Park. Nur ein einziger Baum, die am 30. Oktober 1909 von Rose Lamartine Yates nach ihrem einmonatigen Gefängnisaufenthalt gepflanzte Österreichische Schwarzkiefer, blieb erhalten und überragt heute das Wohnquartier.
Die weißen Beschriftungsschilder der Gehölze gingen größtenteils verloren; einige wenige befinden sich im Besitz des Roman Baths Museums in Bath, andere in Privatbesitz.
Zum Weltfrauentag am 8. März 2011 wurden an verschiedenen Standorten in Bath drei Bäume als Ersatz gepflanzt, um an die verlorenen Gedenkbäume zu erinnern. Dies wurde durch eine vorangegangene Spendensammlung ermöglicht.
Im Sommer 2018 wurden im Archiv der University of East Anglia durch einen Zufall mehr als 100 Jahre alte Herbarienblätter mit gepressten Zweigen von fünf Bäumen aus Annie’s Arboretum entdeckt. Die Zweige stammen von den Bäumen, die von Annie Kenney, Lady Constance Lytton und Christabel Pankhurst gepflanzt worden waren. Sie waren 1994 in den Besitz des Archivs gelangt, als die Familie Annie Kenneys sie der Universität schenkte. Spezialisten der Kew Gardens in London wurden zur Beratung hinzugezogen, um sicherzustellen, dass die Zweige präpariert und erhalten werden können.
Die University of East Anglia gab im September 2018 bekannt, dass beabsichtigt sei, unter Beteiligung von Schriftstellern sowie Schülern und Studenten aus Norfolk eine Online-Anthologie mit den Lebensgeschichten derjenigen Frauen zu erstellen, die ihre Gedenkbäume in Annie’s Arboretum verloren haben.

## Die Suffragetten und ihre Bäume

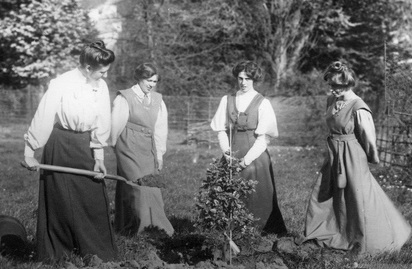
Mary Blathwayt mit Vera Holme, Jessie and Annie Kenney, 1909

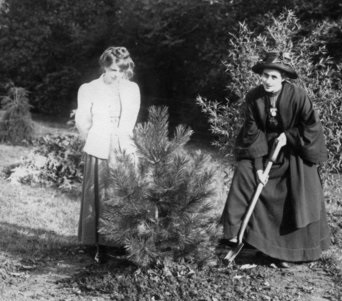
Rose Lamartine Yates (rechts) beim Pflanzen ihrer Österreichischen Kiefer; sie ist der einzige Baum, der heute noch vorhanden ist

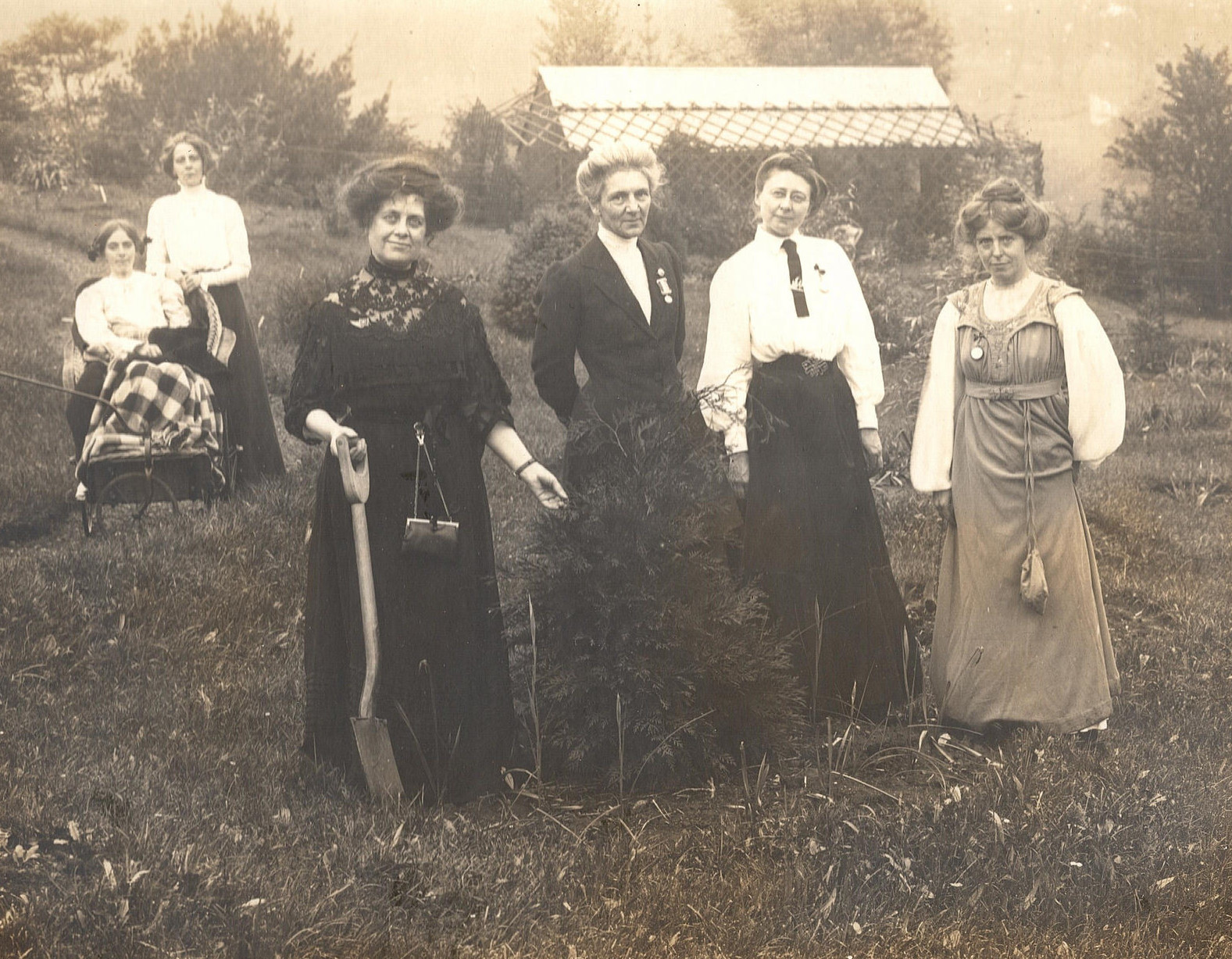
Jennie und Kitty Kenney, Florence Haig, Marion Wallace-Dunlop, Mary Blathwayt und Annie Kenney

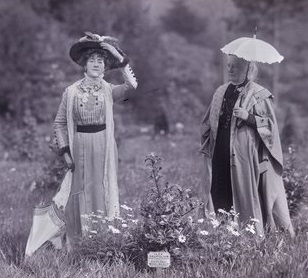
Edith Wheelwright und Lilias Ashworth Hallett, 1911

Das Online-Archiv der Organisation Bath in Time enthält zahlreiche historische Fotos von Annie’s Arboretum, die die Frauen bei den Pflanz- und Pflegearbeiten, Eindrücke der Gesamtanlage oder einzelne Gehölze mit ihren Schildern und Beeten zeigen. Diese Aufnahmen von Linley Blathwayt sind auf wertvollen Glasnegativen erhalten.
Folgende Zuordnungen waren anhand der Blathwayt-Fotos und anderer Quellen möglich:
- Laura Ainsworth (1885–1958) pflanzte am 30. April 1911 eine blau-grüne Zuchtform der Lawsons Scheinzypresse (Cupressus lawsoniana ‘Wisselii’).
- Lady Elizabeth Betty Balfour (1867–1942) pflanzte am 11. Februar 1910 eine Zuchtform der Europäischen Stechpalme (Ilex aquifolium ‘Scotch Gold Holly’).
- Georgina A. Brackenbury (1865–1949) pflanzte am 22. Juli 1909 eine Gelbe Monterey-Zypresse (Cupressus macrocarpa ‘Lutea’).
- Marie Brackenbury (1866–1950) pflanzte am 22. Juli 1909 eine Zuchtform von Lawsons Scheinzypresse (Cupressus lawsoniana ‘Filifera’).
- Millicent Browne (1881–1975) pflanzte am 4. Juli 1909 eine buntlaubige Sorte der Europäischen Stechpalme (Ilex aquifolium ‘Argentea Marginata’).
- Florence Canning († 1914) pflanzte am 25. April 1909 eine gelblaubige Sorte von Lawsons Scheinzypresse (Cupressus lawsoniana ‘Aureo-Variegata’).
- Clara Codd (1877–1971) pflanzte am 25. April 1909 eine Säulen-Eibe (Taxus baccata ‘Fastigiata’).
- Nellie Crocker (1872–1962) pflanzte am 7. Februar 1911 eine Pracht-Tanne (Abies magnifica).
- Charlotte Despard (1844–1939) pflanzte am 17. Januar 1911 eine buntlaubige Art der Europäischen Stechpalme (Ilex aquifolium ‘Argentea Medio-Picta’).
- Una Dugdale (1879–1975) pflanzte am 7. Februar 1911 eine Chilenische Araukarie (Araucaria imbricata).
- Millicent Fawcett (1847–1929) pflanzte am 3. Juli 1910 eine großfrüchtige Sorte der Europäischen Stechpalme (Ilex aquifolium ‘Macrocarpa’).
- Theresa Garnett (1888–1966) pflanzte am 7. November 1909 eine Gold-Eibe (Taxus baccata ‘Elegantissima’).
- Margaret Hewitt pflanzte am 3. Oktober 1909 eine weißrandige Sorte der Europäischen Stechpalme (Ilex aquifolium ‘Albo Marginata’).
- Vera Holme (1881–1969) pflanzte am 9. Mai 1909 eine buntlaubige Sorte der Europäischen Stechpalme (Ilex aquifolium ‘Aurea Marginata’).
- Elsie Howey (1884–1963) pflanzte am 2. Mai 1909 eine Nordmann-Tanne (Abies nordmanniana).
- Maud Joachim (1869–1947) pflanzte am 17. Juni 1910 einen Hiba-Lebensbaum (Thujopsis dolabrata).
- Winifred Jones († 1955) pflanzte am 2. Juli 1911 eine Kolorado-Tanne (Abies concolor).
- Gladice Keevil (1884–1959) pflanzte am 4. November 1910 die Blaufichtensorte Picea pungens ‘Kosteriana’
- Annie Kenney (1879–1953) pflanzte am 23. April 1909 eine silbrige Zuchtform der Scheinzypresse (Cupressus lawsoniana ‘Silver Queen’).
- Caroline „Kitty“ Kenney (1880–1952) pflanzte am 25. August 1910 eine buntlaubige Sorte der Europäischen Stechpalme (Ilex aquifolium ‘Aurea Picta Crispa’).
- Jessica „Jessie“ Kenney (1887–1985) pflanzte am 9. Mai 1909 einen Mähnen-Wacholder (Juniperus virginiana ‘Pendula’)
- Aeta Lamb (1886–1928) pflanzte am 16. April 1911 eine Säulen-Eibe (Taxus baccata ‘Fastigiata’).
- Lady Constance Lytton (1869–1923) pflanzte am 23. April 1909 eine Blaue Scheinzypresse (Chamaecyparis alumii).
- Charlotte Marsh (1887–1961) pflanzte am 5. März 1911 eine Fichte (Picea polita).
- Clara Mordan (1844–1915) pflanzte am 27. Februar 1910 eine buntlaubige Sorte der Europäischen Stechpalme (Ilex aquifolium (englisch small leaved silver holly)).
- Marie Naylor (1850–1940) pflanzte am 9. April 1910 eine Felsengebirgs-Tanne (Abies subalpina).
- Adela Pankhurst (1885–1961) pflanzte am 3. Juli 1910 eine Gelbe Himalaya-Zeder (Cedrus deodara ‘Aurea’).
- Christabel Pankhurst (1880–1958) pflanzte am 6. November 1910 eine Libanon-Zeder (Cedrus libani).
- Emmeline Pankhurst (1858–1928) pflanzte am 16. April 1910 eine Himalaya-Zeder (Cedrus deodora).
- Alice Perkins (1865–1948) pflanzte am 4. September 1910 eine buntlaubige Sorte der Europäischen Stechpalme (Ilex aquifolium ‘Aurea Regina’).
- Emmeline Pethick-Lawrence (1867–1954) pflanzte am 23. April 1909 einen Riesen-Lebensbaum (Thuja lobbii).
- Mary Phillips pflanzte am 4. Juli 1909 eine Blau-Fichte (Picea pungens ‘Glauca’).
- Katherine Douglas Smith pflanzte am 18. Februar 1910 eine Gebirgs-Douglasie (Pseudotsuga menziesii ‘Glauca’).
- Marion Wallace-Dunlop (1865–1942) pflanzte am 11. Juni 1910 eine Berg-Hemlocktanne (Tsuga mertensiana).
- Helen Kirkpatrick Watts (1881–1972) pflanzte am 17. März 1911 einen Gemeinen Wacholder (Juniperus communis).
- Vera Wentworth (1890–1957) pflanzte am 4. Juli 1909 eine Nootka-Scheinzypresse (Chamaecyparis nootkatensis).
- Edith Wheelwright (1868–1949) pflanzte am 10. Oktober 1910 die Stechpalmen-Sorte Ilex aquifolium ‘Handsworthensis’.
- Lillian Dove Willcox (1875–1963) pflanzte im Jahr 1910 eine Kaukasus-Fichte (Picea orientalis).
- Rose Lamartine Yates (1875–1954) pflanzte am 30. Oktober 1909 eine Österreichische Schwarzkiefer (Pinus nigra nigra).